# Schizomavella sinica
Schizomavella sinica är en mossdjursart som beskrevs av Liu 200. Schizomavella sinica ingår i släktet Schizomavella och familjen Bitectiporidae. Inga underarter finns listade i Catalogue of Life.